# Federalismo mundial
El federalismo mundial propugna que para garantizar la paz en el mundo y alcanzar una gestión ordenada de los asuntos humanos de ámbito planetario, hace falta que los pueblos consigan que los estados renuncien a algunos aspectos de su soberanía para delegarlos en organismos supranacionales. 
Esta transferencia no implica en absoluto peligro o perjuicio para ningún Estado. Para ello hace falta que todos los Estados del mundo deleguen una parte o fracción de su soberanía de manera que no se pueda derivar ninguna ventaja particular de un Estado en relación con ningún otro. Esta idea ya fue defendida apasionadamente por intelectuales como Albert Einstein, Bertrand Russell, Jean Rostand, Albert Camus y Karl Jaspers, entre muchos otros científicos y filósofos del mundo moderno. Lo que defienden es garantizar la paz en el mundo a través de una organización política de la humanidad que suponga la transferencia de una parte de la soberanía de los Estados a una autoridad federal mundial. 
Naturalmente, la creación de instituciones y leyes supraestatales de estructura federal tiene que respetar, en todo momento, la idiosincrasia de las diversas naciones de la Tierra. La personalidad de cada nación, sus estructuras sociopolíticas internas específicas, sus costumbres y sus tradiciones son perfectamente compatibles con el hecho de delegar de forma simultánea en el poder central todas aquellas competencias que no pueden ser gestionadas dentro del ámbito nacional, por el grave riesgo de afectar o perjudicar otras naciones del entorno. El federalismo mundial y el nacionalismo no se oponen, sino que se complementan y enriquecen identificándose en el principio de Unidad en la Diversidad. La organización mundial federal se opone, en cambio, al estatismo (abuso de poder de algunos Estados).
El principio básico del federalismo mundial, huyendo de abstracciones filosóficas que han pretendido convertirlo en inoperante, podría ser descrito como el intento de resolver los problemas desde el nivel más bajo posible, ascendiendo en la medida de lo necesario con el fin de resolver los problemas que no tienen solución desde un nivel inferior. De esta manera se tiende a la universalidad sin renunciar a la individualidad más de lo necesario, y se podrían resolver los grandes problemas que afectan a toda la humanidad.
Las bases del principio de organización política del federalismo mundial fueron creadas del 17 al 23 de agosto de 1947 en Montreux, fruto de la tarea de los mundialistas. "Un mundialista es un técnico que quiere dotar a los habitantes del planeta de los medios con que organizar la democracia a escala mundial".